# Света Троица (Тбилиси)
Вижте пояснителната страница за други значения на Света Троица.
„Света Троица“ (на грузински: წმინდა სამება, произнася се Цминда Самеба) е главният катедрален храм на Грузинската православна църква.
Църквата е построена в периода 1995 – 2004 в грузинската столица Тбилиси и е най-голямото религиозно здание в Кавказкия регион.
Строителството на новата катедрала е планирано още през 1989 година във връзка с честванията по случай в 1500-годишнината от автокефалността на Грузинската църква. На специален конкурс е изпран проект, издържан в ретроспективен дух и е дело на архителта Арчил Миндиашвили.
Основите на храма са поставени на 23 ноември 1995 година на хълма Свети Илия в старата част на грузинската столица, на левия бряг на река Кура. Мястото на новата катедрала не е случайно. Именно там до 1930 година се е издигала арменската катедрала Ходжиаванк от 17 век, която е взривена от комунистическите власти на Съветска Грузия. Около взривения храм е имало арменско гробище, което е било заличено с булдозери.
Строителството на църквата е подпомогнато от дарения на обикновени хора и състоятелни бизнесмени от цял свят. Осветена е след 9 години на Гергьовден – деня на свети Георги, който е смятан от грузинците за техен небесен покровител.